# Mircea Martin
Mircea Aurelian Martin (n. 12 aprilie 1940, Reșița, județul interbelic Caraș) este un critic literar, eseist, director de editură, editor de carte, teoretician literar și profesor universitar român. În 2014 a fost ales membru corespondent al Academiei Române, iar din 2023 a devenit membru titular.

## Biografie
A absolvit Facultatea de Filologie, secția de critică literară a Universității din București în 1962.
Și-a luat doctoratul în litere în anul 1980, cu teza G. Călinescu, critic și istoric literar. Privire teoretică.
A beneficiat, în 1973, de o bursă Pro Helvetia la Universitatea din Geneva, lucrând sub îndrumarea lui Marcel Raymond. 
A fost conducătorul mișcării literare Cenaclul Universitas (1983 - ) unde au activat, printre alții, scriitorii: Horia Gârbea, Cristian Popescu,  Simona Popescu, Ion Bogdan Lefter, Alexandru Mușina, Caius Dobrescu, Petruț Pârvescu, Marius Oprea, Daniel Corbu,  Andrei Bodiu,  Andrei Damian, Adrian Aluigheorghe, Paul Vinicius. A fost director al Editurii Univers (1990-2001) și  editor al revistei Cuvântul.
Este profesor universitar doctor, șeful catedrei de Teoria literaturii a Facultății de Litere din Universitatea București.
A publicat peste 1000 de articole și studii în revistele și ziarele culturale românești: România literară, Contemporanul, Cahiers Roumains d'Etudes Litteraires, Revista "22" etc.

## Cărți publicate
- Generație și creație, (1969), eseu despre „noul val” în literatura română contemporană, cu trimitere la generația literară șaizecistă.
- Critică și profunzime, 1974, studii despre critica literară franceză de la Sainte-Beuve la Jean Pierre Richard.
- Identificări, 1977, ed. a II-a, adăugită, Editura Tracus Arte, 2014, eseu despre marii scriitori români moderni.
- Les Actes du Colloque International Beguin-Raymond, Cartigny, 1977, Paris, Editions Jose Corti, coautor alături de Pierre Grotzer, Joseph Hillis Miller, Georges Poulet, Jean Rousset, Jean Starobinski .
- G. Călinescu și complexele literaturii române, 1981, ed. a II-a, Editura Paralela 45, 2002, studiu asupra tradiției literare românești în context european.
- Dicțiunea ideilor, 1981.
- Introducere în opera lui B. Fundoianu, 1984.
- Singura critică, 1986, eseu asupra deontologiei criticii literare.[5][6]
- Mircea Martin, UNIVERSITAS - A fost odată un cenaclu..., coordonator,  Ed. M.N.L.R., 2008.
- Radicalitate și nuanță, Editura Tracus Arte, 2015.

## Premii și distincții
- Premiul pentru critică literară al Uniunii Scriitorilor din România (1981, 1974, 1969).
- Premiul Observator cultural pe anul 2015 la categoria Critică literară / Istorie literară / Teorie literară, pentru Radicalitate și nuanță, Editura Tracus Arte

### Decorații
- Ordinul național „Serviciul Credincios” în grad de Ofițer (1 decembrie 2000) „pentru realizări artistice remarcabile și pentru promovarea culturii, de Ziua Națională a României”[7]
- Ordinul Național Crucea Sudului oferit de către Guvernul Republicii Brazilia (2003) pentru promovarea culturii și literaturii braziliene; Comandor al Științelor și al Literelor.
- Ordinul Național "Serviciul Credincios" în grad de Comandor, 1 decembrie 2017[8]

## Afilieri
- Este membru al Uniunii Scriitorilor din România, al Grupului pentru Dialog Social și al Centrului PEN Român.
- Membru titular al Academiei Române (2023).